# Nico Perrone
 (décembre 2014).
Si vous disposez d'ouvrages ou d'articles de référence ou si vous connaissez des sites web de qualité traitant du thème abordé ici, merci de compléter l'article en donnant les références utiles à sa vérifiabilité et en les liant à la section « Notes et références ».
Nico Carlo Perrone (né le 27 avril 1935 à Bari) est un essayiste, historien et professeur d'université italien, spécialisyte de l'histoire moderne.

## Biographie
Après un diplôme en histoire des relations internationales à l'université de Bari, et des études dans les universités de Dublin et Sofia, Nico Perrone a travaillé dans deux holding financières de l'État italien. 
Il a ensuite commencé une carrière universitaire: professeur agrégé d'histoire américaine et l'histoire moderne (1977-2006) ; directeur de l'Institut d'histoire moderne et contemporaine (1988-1994) à l'université de Bari ; professeur invité à l'université de Roskilde (1991-2006). Titulaire du Jean Monnet European Module in Social and Economic History of European Integration (1994-1999) ; cofondateur, vice-président (1995-1996), administrateur (1991-1998) du master Society, Science & Technology in Europe (Louvain-la-Neuve). Conseiller du centre Federico Caffè à l'université de Roskilde.
Directeur de « America » (séries de livres, Bari, Dedalo Libri, 1980-1984), codirecteur de « Economics & Society » (séries de livres, 1992-1994), codirecteur de « Storia in rete », magazine mensuelle (depuis 2005).

## Publications
- (it) Il realismo politico di De Gasperi. Fanfani invece vuole i missili americani, Rome, Bastogi, 2022, 144 p. (ISBN 9788855011396, présentation en ligne)
- Il processo all'agente segreto di Cavour. L'ammiraglio Persano e la disfatta di Lissa (Le procès de l'agent secret de Cavour. L'amiral Persano et la défaite de Vis), Soveria Mannelli, Rubbettino, 2018  (ISBN 978-88-498-5484-8)
- La svolta occidentale. De Gasperi e il nuovo ruolo internazionale dell’Italia (La percée occidentale. De Gasperi et le nouveau rôle international de l’Italie), Rome, Castelvecchi, 2017  (ISBN 978-88-6944-810-2)
- Arrestate Garibaldi. L'ordine impossibile di Cavour (Arrêté Garibaldi: l'ordre impossible de Cavour), Rome, Salerno Editrice, 2016  (ISBN 978-88-6973-194-5)
- La profezia di Sciascia. Una conversazione e quattro lettere (La prophétie de Sciascia. Une conversation et quatre lettres), Milan, Archinto, 2015  (ISBN 978-88-7768-676-3)
- Progetto di un impero. 1823: l'annuncio dell’egemonia americana infiamma la borsa (Projet d'un empire. 1823: la proclamation de l'hégémonie américaine enflamme la bourse), les réactions de bourse à la « Doctrine Monroe », Naples, La Città del Sole, 2013  (ISBN 978-88-8292-310-5)
- Enrico Mattei (le personnage qui a lutté contre l'industrie pétrolière américaine), Bologne, Il Mulino, deuxième édition 2012 (ISBN 978-88-15-23994-5)
- L'agente segreto di Cavour. Giuseppe Massari e il mistero del diario mutilato (L'agent secret de Cavour. Giuseppe Massari et le misture du journal mutilé), Bari, Paloma, 2011 (ISBN 978-88-7600-414-8)
- Obama: il peso delle promesse (Obama: le poids des promesses), Lamezia Terme, Settecolori, deuxième édition, 2010 (ISBN 978-88-96986-00-4)
- L’inventore del trasformismo. Liborio Romano, strumento di Cavour per la conquista di Napoli (L'inventeur de la transformation politique. Liborio Romano, l'inserimento de Cavour pour la conquête de Naples), Soveria Mannelli, Rubbettino, 2009 (ISBN 978-88-498-2496-4)
- La Loggia della Philanropia. Un religioso danese a Napoli prima della rivoluzione (La Loge de la Philanthropie. Un religieux danois à Naples avant la révolution), Palerme, Sellerio, 2006 (ISBN 88-389-2141-5)
- Il truglio. Infami, delatori e pentiti nel Regno di Napoli (Le "truglio". Infamous, informateurs et se repentir dans le royaume de Naples), Palerme, Sellerio, 2000 (ISBN 88-389-1623-3)
- De Gasperi e l'America (De Gasperi et l'Amérique), Palerme, Sellerio, 1995  (ISBN 8-83891-110-X)
- European and American Patterns in a Conflictive Development (Modèles européens et américains dans un développement conflictuel), Roskilde, éditions RUC, 1992 (ISBN 87-7349-217-5)
- Fjernt fra Maastricht (Loin de Maastricht), Roskilde, RUC, 1991 (ISBN 87-7349-218-3)
- Il dissesto programmato. Le partecipazioni statali nel sistema di consenso democristiano (L'échec programmé. Les participations de l'État dans la voie démocratique chrétienne d'obtenir un soutien électoral), Bari, Dedalo Libri, 1991 (ISBN 8-82206-115-2)
- Mattei il nemico italiano. Politica e morte del presidente dell'ENI (entreprise) attraverso i documenti segreti (Mattei l'ennemi italien. La politique et la mort du président de l'ENI à travers les documents secrets), Milan, Leonardo, 1989 (ISBN 9788835500339)